# 삼북방호림
삼북방호림(중국어: 三北防护林)은 중국의 삼북(동북, 화북, 서북)에 위치한 고비 사막의 확장과 모래바람을 막기 위해 조성되고 있는 숲이다. 이 계획은 2051년에 완료될 계획이다.

## 같이 보기
- 황사
- 사막화
- 아프리카의 녹색장성